# لورين سانتو دومينغو
لورين سانتو دومينغو (بالإنجليزية: Lauren Santo Domingo)‏ هي نجمة اجتماعية وصحفية أمريكية، ولدت في 28 فبراير 1976 في الولايات المتحدة.